# Ptychadena taenioscelis
Ptychadena taenioscelis és una espècie de granota que viu a Angola, Botswana, República del Congo, República Democràtica del Congo, el Gabon, Kenya, Malawi, Moçambic, Namíbia, Sud-àfrica, Tanzània, Zàmbia i, possiblement també, a Burundi, Uganda i Zimbàbue.
Està amenaçada d'extinció per la pèrdua del seu hàbitat natural.